# Матвіївська затока
50°27′21″ пн. ш. 30°33′15″ сх. д. / 50.45583° пн. ш. 30.55417° сх. д.
Матвіївська затока — затока Дніпра, розташована на Трухановому острові за 3 км нижче Річкового вокзалу, за потікоспрямовуючою косою, яка була насипана на острові наприкінці XIX сторіччя.

## Основні параметри
Довжина затоки — більше 2 км, ширина — 300–500 м. Середня глибина основної частини — 4 м, максимальна — 6,8 м. Знаходиться у нижній частині колишньої затоки Старик.

## Історія назви
Назва кілька разів мінялася. На планах міста кінця XIX ст вона значилася як «Старик», а з 1910 року офіційно закріплено назву - «Матвіївська затока». 

## Гідрологічне використання
До Німецько-радянської війни використовувалася як гавань для зимівлі та ремонту суден. 
У повоєнний час використовується як база для тренування і проведення змагань з водних видів спорту.

## Екологічні проблеми
Останнім часом продовжується прихований наступ на затоку: приватизуються спортивно-культурні об'єкти загального користування (через іхній занепад) і перетворюються на приватні ділянки, або ж взагалі на дачі.